# Vodene device
Vodene device ili device (Zygoptera) je podred insekata iz reda Odonata. Oni su slični vilinim konjicima, koji čine drugi odonatanski podred, Anisoptera, ali su manji, imaju tanja tela, a većina vrsta preklapa krila duž tela kada su u mirovanju. Ova drevna grupa insekata postoji barem od donjeg perma, i nalaze se na svim kontinentima osim Antarktika.
Sve vodene device su predatorske; nimfe i odrasli jedu druge insekte. Nimfe su akvatične, pri čemu različite vrste žive u različitim slatkovodnim staništima, uključujući kisele močvare, jezerca, jezera i reke. Nimfe se mitare više puta, i tokom poslednjeg mitarenja izlaze iz vode da bi prošle kroz metamorfozu. Koža se razdvaja po leđima, oni se pojavljuju, razapinju krila i uvećavaju trbuh, čime stiču svoj odrasli oblik. Njihovo prisustvo na vodenoj površini ukazuje da je relativno nezagađena, mada ih njihova zavisnost od slatke vode čini osetljivim na poremećaje njihovih močvarnih staništa.

## Literatura
- Berger, Cynthia (2004). Dragonflies. Stackpole Books. ISBN 978-0-8117-2971-0.
- Dijkstra, Klaas-Douwe B. (2006). Field Guide to the Dragonflies of Britain and Europe. British Wildlife Publishing. ISBN 978-0-9531399-4-1.
- Paulson, Dennis (2009). Dragonflies and Damselflies of the West. Princeton University Press. ISBN 978-1-4008-3294-1.
- Trueman, John W. H.; Rowe, Richard J. (2009). „Odonata”. Tree of Life. Архивирано из оригинала 21. 11. 2010. г. Приступљено 25. 2. 2015.